# Ельзаський винний маршрут

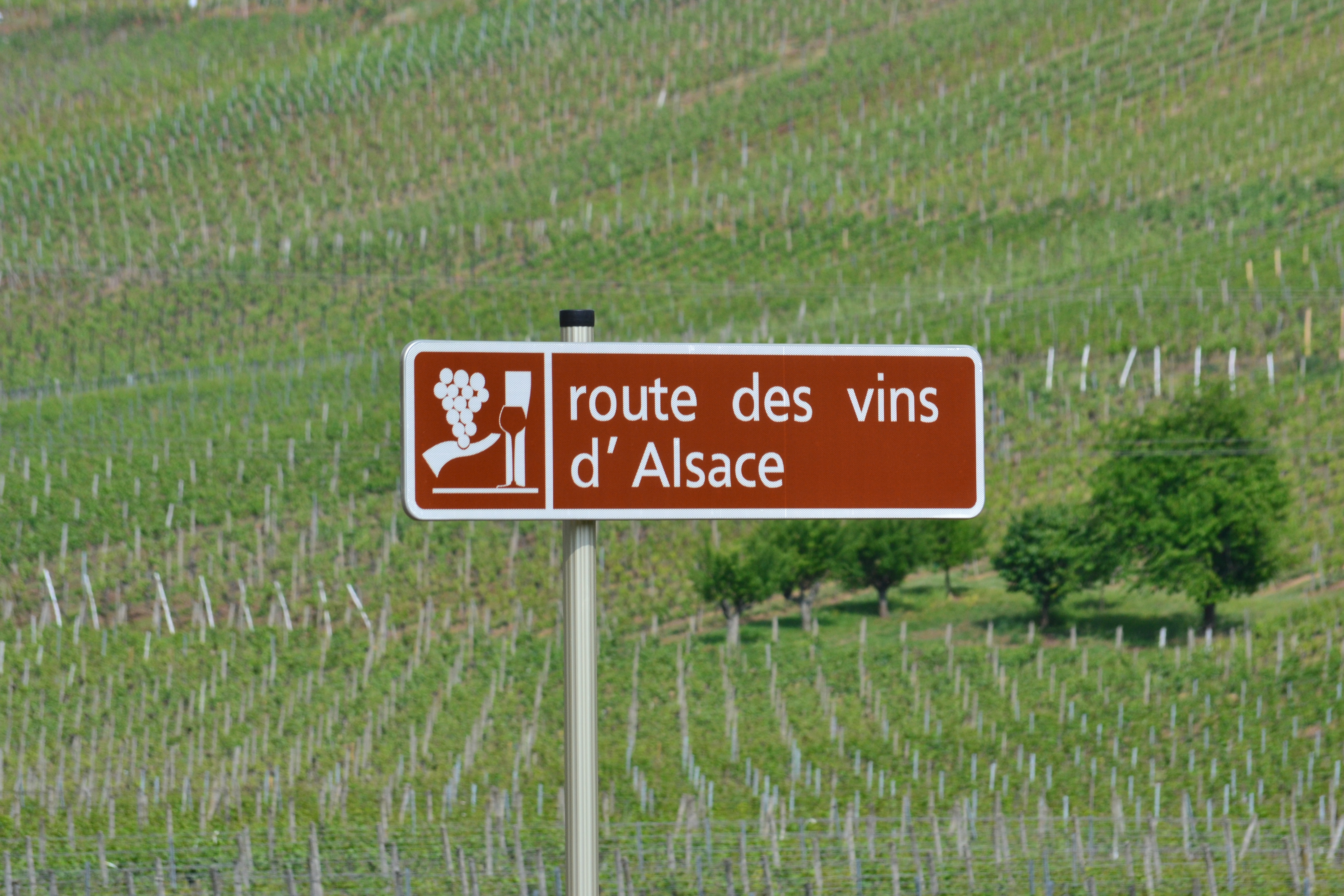
Вказівник "Ельзаський винний маршрут".

Ельзаський винний маршрут – це туристичний маршрут, який перетинає виноробний регіон. У 2019 році він був нагороджений знаком «Виноградники та відкриті вина».
Ельзаський винний маршрут, відкритий у 1953 році, ппростягається на 170 кілометрів і охоплює 119 сільськогосподарських комун, що проходять через департаменти Верхній Рейн і Нижній Рейн. Він також є колискою семи сортів винограду та 51 гран крю. Його символом є біле вино.

## Географія
Винний маршрут проходить з півночі на південь регіону, через виноградники Клебура в його найпівнічнішій частині, потім від Марленхайма до Танна, через виноградні пагорби на понад 170 кілометрів, на східних передгір'ях Вогезів. На цьому маршруті згруповано понад 300 виноробних маєтків та 49 з 51 grands crus. Зі 119 виробничих комун ельзаського виноградника 67 розташовані на маршруті Ельзаського винного маршруту.

## Історія

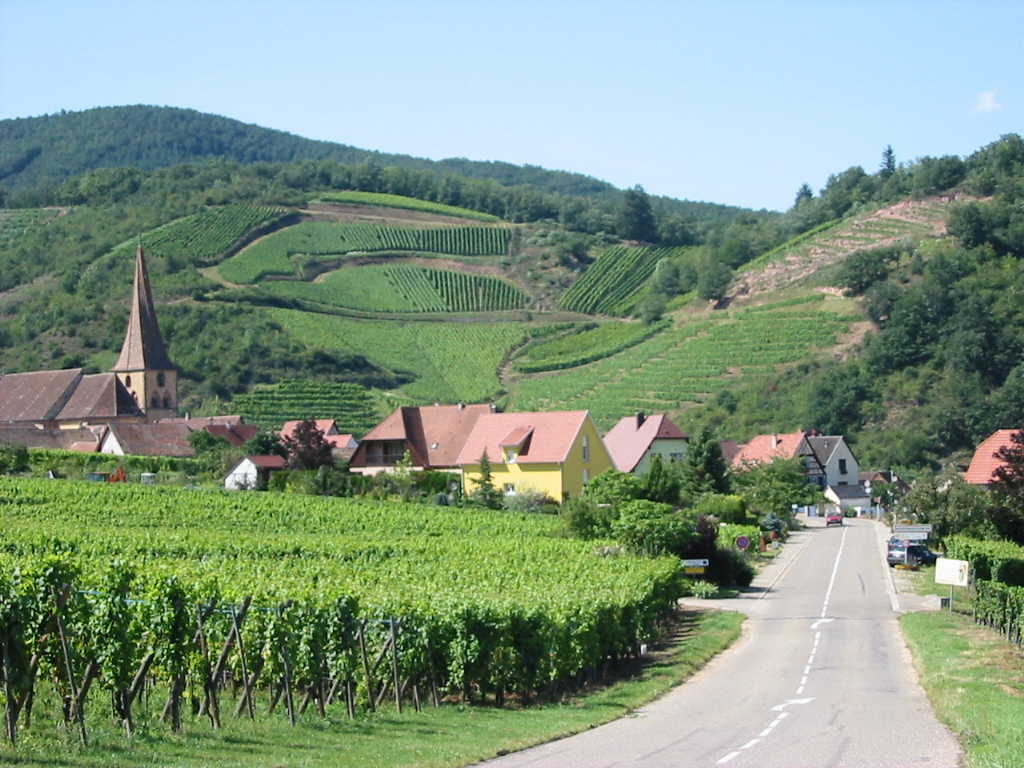
Ельзаський винний мршрут в Нідерморшвірі.

Офіційне відкриття відбулося 30 травня 1953 року, коли регіональний туристичний офіс організував автомобільне ралі:  два конвої вирушили одночасно, один з північного кінця ельзаських виноградників, у Марленхаймі, а інший з південного кінця, у Танні, і поїхали один одному назустріч. Дорогою відбулося кілька дегустацій та екскурсій. Незважаючи на негоду, регіональна преса повідомила про цю подію як про успішний початок винного маршруту Ельзасу.
Спочатку це була приблизно 100‑км дорога; з часом вона розширилась до приблизно 170 км.
Маршрут отримав знак «Vignobles & Découvertes» у 2019 році, підтвердивши якість туристичних продуктів.
Згодом маршрут став символом енологічної культури регіону: поєднання архітектури сіл, замків, кухні (токé, foie gras), винних музеїв, а також активностей: вело- та піших маршрутів, гастрономічних досвідів. У У 2014 році, з нагоди 2 заходу slowUp Alsace, паралельно до автомобільного маршруту було відкрито велосипедний маршрут Alsace Vineyard Cycle Mare, який є невід'ємною частиною EuroVelo 5 – Via Romea Francigena, що з'єднує Лондон з Римом / Бріндізі .

### Етапи розвитку

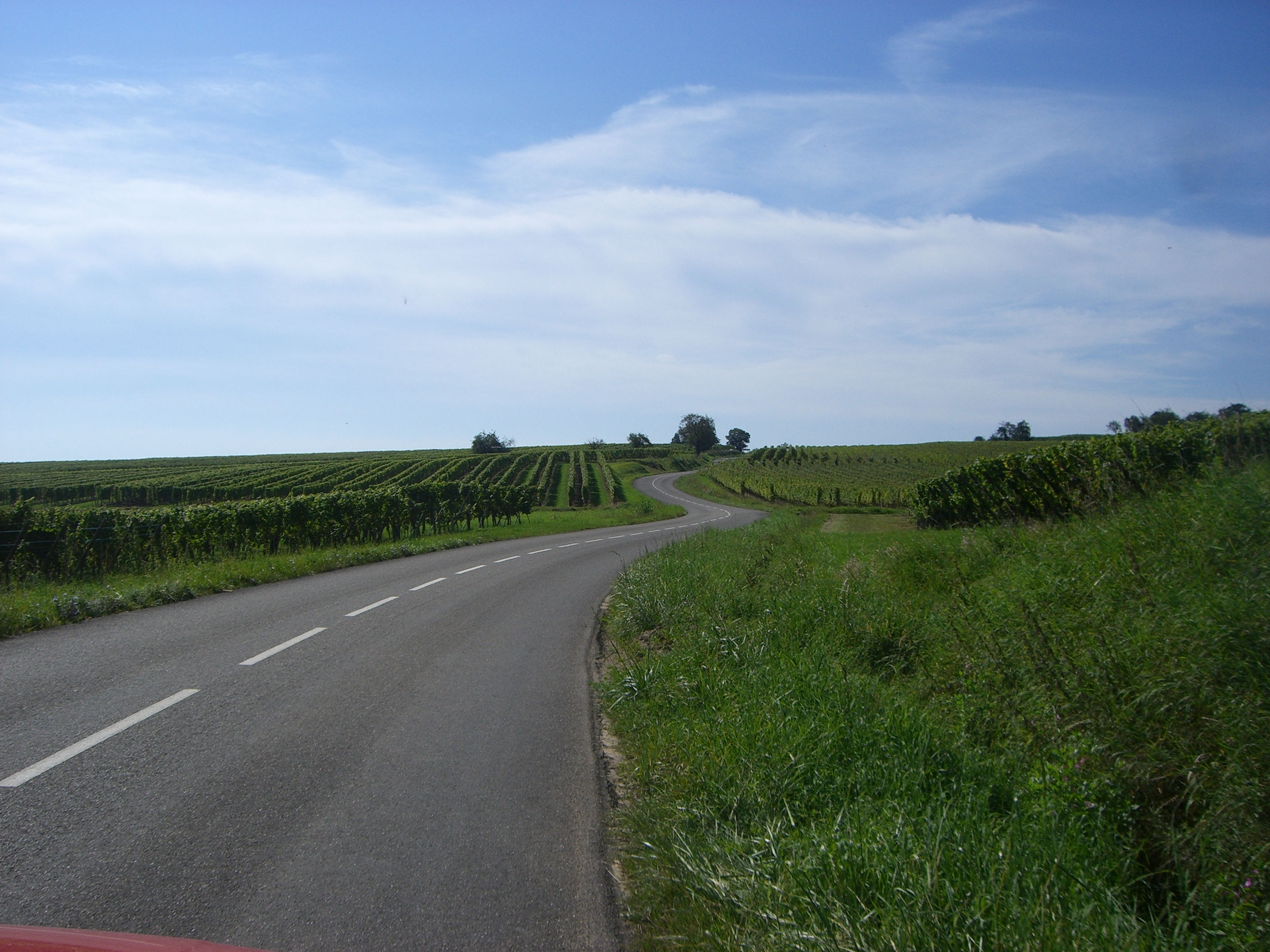
Винний маршрут, обсаджений виноградниками, поблизу Оттротта.

- Винний маршрут, обсаджений виноградниками, поблизу Оттротта.1973 — братство Saint‑Étienne оселилось у Kientzheim, і почалися підтримувати традиції винної культури.
- 1975 — впроваджено статус AOC Alsace Grand Cru для 51 найпрестижнішого терруару.
- 1976 — офіційне визнання Crémant d’Alsace як AOC, підтверджуючи традицію ігристих вин
- 1993 — створення понад 50 пішохідних винних маршрутів із навчальними стендами та інформаційними табличками в терруарі.[3]
- 1995 — започаткування винних пікніків, коли винороби запрошують гостей на дегустації просто на виноградниках у вихідні.
- 2004 — перший slowUp Alsace, коли частину маршруту відкривали для велосипедистів, пішоходів, ролерів у знак святкування туристичного стилю життя — згодом ця подія стала щорічною і дуже популярною (~40 000 учасників).[3]
- 2013 — на 60-річчя маршруту (відбулися урочисті святкування — Slow Up Alsace (велопохід/пішохідна прогулянка без автомобілів) між Châtenois та Bergheim. Учасники вбралися у біле, символізуючи білі сорти вин. Це супроводжувалось музикою, дегустаціями, активностями та винною атмосферою.
- 2014 — проект Véloroute du Vignoble d’Alsace (велодорога винного маршруту) був реалізований у два етапи: маркування маршруту здійснили з квітня 2013 по травень 2014, а офіційно відкрили велосипедну трасу 1 червня 2014 під час події Up Alsace — що стало щорічною традицією заходів.

- 2023 — святкування 70‑ї річниці маршруту, з програмою фестивалів, несподіваними подіями, дегустаціями, фестивалем “Tournée des Terroirs”, іграми у виноградниках та культурними заходами. [3]

## Туризм

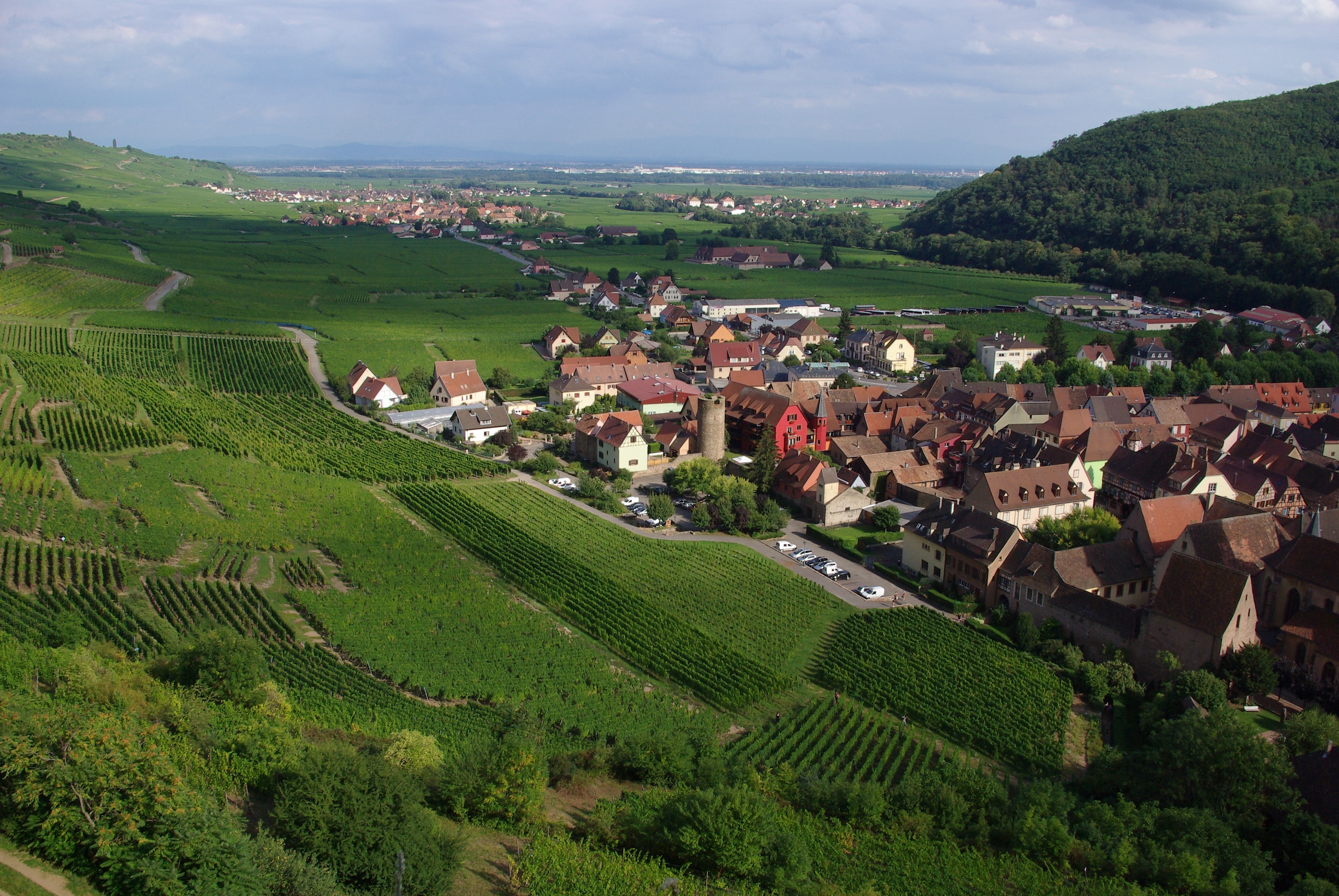
Шлоссберг у Кайзерсберзі.

Частина виноградників між Барром та Руффачем розкриває найтиповіші виноробні села Ельзасу.
Ельзаський винний маршрут пролягає через основні виноробні села та міста регіону. Міста Міттельбергхайм, Егісхайм, Хунавір, Бергхайм та Рікевір входять до числа найкрасивіших сіл Франції. Міста Віссембург, Оберне та Танн є одними з найкрасивіших об'їзних маршрутів Франції.
Маршрут охоплює приблизно 70 мальовничих сіл, багато з яких входять до асоціацій “Les Plus Beaux Villages de France”.  По дорозі розташовано понад 300 виноробень, багато з яких відкриті для дегустацій і гастро-досвідів із місцевою кухнею. Регіон має множину пішохідних маршрутів (від 10 до 131 км) — серед них траси через замки, виноградники і природні околиці, які супроводжуються навчальними табличками про терруар і сорти. Один із найпопулярніших — Trail de la Vallée біля Коль де ла Шлухт, що включає Sentier des Roches — мальовничий маршрут з виглядом на гори і каньйони.  Щорічний захід SlowUp Alsace дозволяє уявити собі Wine Route без машин: на велосипеді, роликах або пішки, із дистанціями в 8–31 км —зупинки в селах Sélestat, Bergheim, Châtenois з музикою, дегустаціями та атракціями. І також є стаціонарні веломаршрути: наприклад, 45 км від Strasbourg до Obernai — добре маркований, переважно рівнинний та дружній до сімейного туризму.  Улітку відбуваються масові винні пікніки прямо серед лоз, особливо на Whitsun або під час Tournée des Terroirs — заходи, що дозволяють поєднати вручну зібрані вина та місцеву кухню у невимушеній атмосфері.

#### Архітектура:
- Кольмар — архітектурна перлина регіону: канали, кольорові фасади, музей вина, музеї Унтерлінден, головний експонат якого Ізенгеймський вівтар художника Маттіаса Грюневальда XVI століття. Тут також представлені роботи Мартіна Шонгауера, Каспара ІзенманаQ та Гольбейна Старшого, а також зібрання археологічних знахідок доби до Меровингів.
- Рикевір та Кезерсберг— середньовічні міста, які майже не змінились з XVI ст., з замками і музеями.

- Маленькі села, як Міттельбергайм, Юнавір, Берггайм, Егісайм.

### Зовнішні посилання
- Офіційний туристичний веб-сайт винного маршруту Ельзасу

### Пов'язані статті
- Винний туризм
- Виноробство
- Виноробство у Франції
- Винний маршрут